# 福原資保
福原 資保（ふくはら すけやす）は、安土桃山時代から江戸時代前期にかけての武将・旗本。交代寄合福原氏初代当主。

## 生涯
元亀2年（1571年）、福原資孝の次男として誕生。
兄・資広の養子となり、慶長3年（1598年）11月に下野国那須郡福原にある2,610石の所領と家督を継いだ。慶長5年（1600年）の関ヶ原の戦いでは東軍に属して上杉景勝の南下に備えて皆川広照、服部正就らと共に大田原城を守備した。この功績により戦後、那須郡に300石を加増された。
慶長7年（1602年）には西軍に付いて改易された相馬義胤の所領が接収される際に佐竹義宣の領国を検め、同年の岩城貞隆の居城接収にも奉行として参加した。これらの功によって下野寒川郡と陸奥国磐城郡内において1,000石、更に一門の福原長次郎にも500石が加増された。後にその領地も下野に移されて新墾田を含めて合計4,500石の所領となり、下野福原氏は交代寄合となって明治維新まで代々同地を治めた。
慶長19年（1614年）からの大坂冬の陣では、徳川家の重臣・本多正信の指揮下に入り、慶長20年（1620年）の大坂夏の陣では大坂方の首級32を取った。元和7年（1621年）には大坂城番に任命される。
寛永10年（1633年）12月24日、死去。享年63。